# Hemiscorpius persicus
Espèce
Hemiscorpius persicus est une espèce de scorpions de la famille des Hemiscorpiidae.

## Distribution
Cette espèce est endémique de la province de Sistan-et-Baloutchistan en Iran,.

## Description
Le mâle syntype mesure 41 mm et la femelle syntype 39 mm.
Le mâle décrit par Monod et Lourenço en 2005 mesure 39,0 mm.

## Étymologie
Son nom d'espèce lui a été donné en référence au lieu de sa découverte, la Perse.

## Publication originale
- Birula, 1903 : Beiträge zur Kenntnis des Scorpionenfauna Ost-Persiens. (2. Beitrag). Bulletin de l'Académie impériale des sciences de St.-Pétersbourg, sér. 5, vol. 19, no 2, p. 67-80 (texte intégral).